# Acumontia roberti
Acumontia roberti is een hooiwagen uit de familie Triaenonychidae. De wetenschappelijke naam van Acumontia roberti gaat  terug op Pocock.